# Kościół Wszystkich Świętych w Raczkowie
Kościół Wszystkich Świętych w Raczkowie – drewniany rzymskokatolicki kościół parafialny znajdujący się we wsi Raczkowo, w powiecie wągrowieckim, w województwie wielkopolskim. Znajduje się na szlaku kościołów drewnianych wokół Puszczy Zielonka.

## Historia
Świątynia wybudowana w latach 1780–1782. Fundatorem świątyni był Wawrzyniec Loga, burgrabia wałecki oraz Ludwik de Osten-Staken i Stanisław Miniszewski. W latach 1959–1963 świątynia została gruntownie odnowiona. W 1985 roku poszycie dachu zostało wymienione.

## Budowa i wyposażenie
Kościół o jednej nawie, wybudowany z drewna, konstrukcji zrębowej. Posiada barokową blaszaną wieżę. W ołtarzu głównym mieści się krucyfiks ludowy z XVII wieku, słynący łaskami. Na belce tęczowej umieszczona jest wierszowana inskrypcja o tematyce religijnej oraz krucyfiks z XVII wieku i figury Maryi i Świętego Jana.

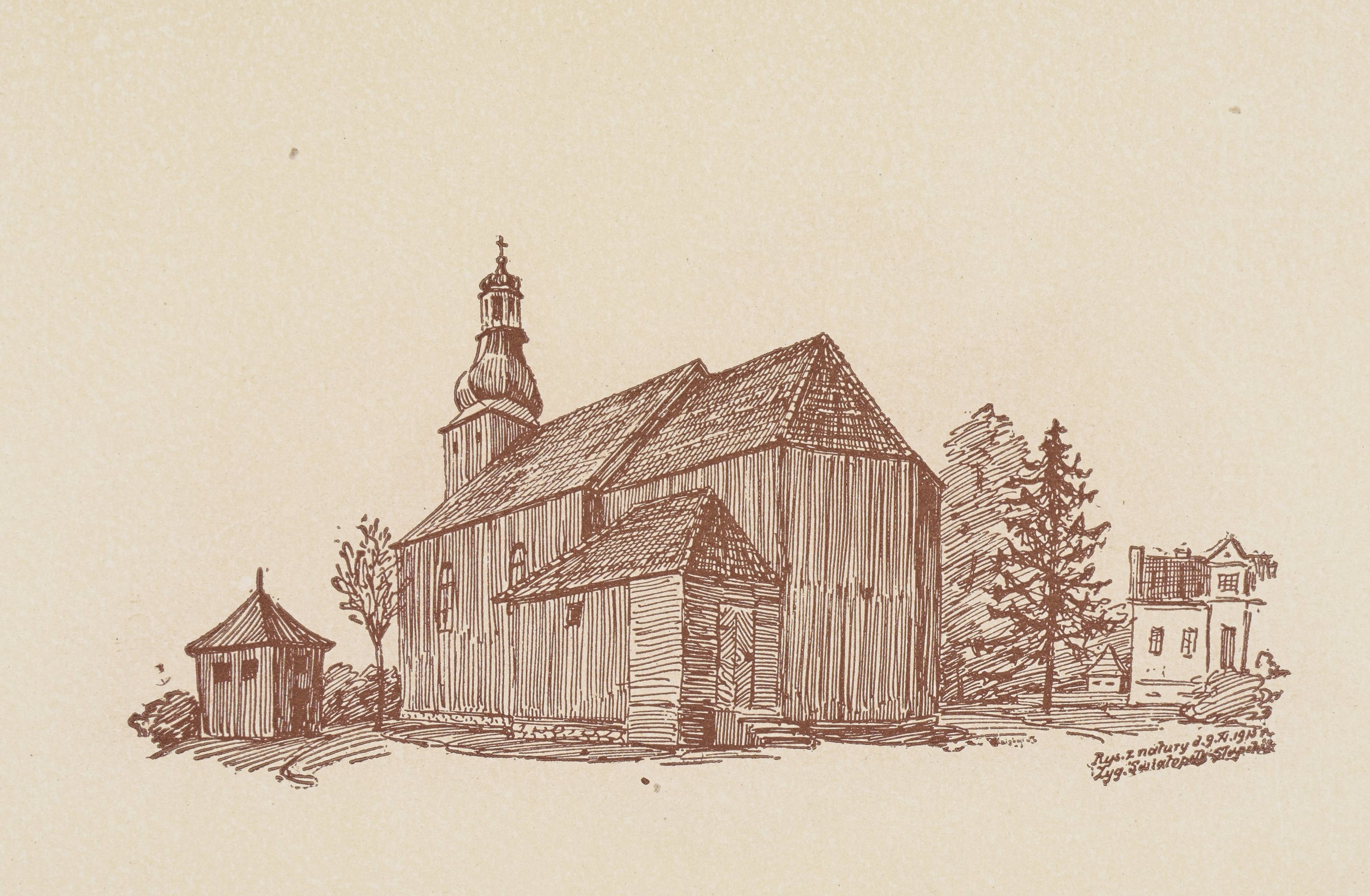
Kościół – 1917 rok